# كأس مصر 2003–04
كأس مصر 2003–04 هي النسخة الثانية والسبعون من كأس مصر .
وتوج بها المقاولون العرب على حساب الأهلي .

## نصف النهائي
| المقاولون العرب | 2–2 | الإسماعيلي |
| --------------- | --- | ---------- |
|                 |     |            |
| ركلات الترجيح   |     |            |
|                 | 5–4 |            |

| الأهلي | 2–1 | إنبي |
| ------ | --- | ---- |
|        |     |      |

## النهائي
| الأهلي                   | 1–2 | المقاولون العرب                                          |
| ------------------------ | --- | -------------------------------------------------------- |
| محمد جودة 35' (ركلة حرة) |     | روبرت أكاروي 38' (ركلة حرة) · محمد فهيم 90+1' (ضربة رأس) |